# Fritz-Wunderlich-Weg
Der Fritz-Wunderlich-Weg ist ein nach dem in Kusel geborenen Operntenor Fritz Wunderlich benannter Wander- und Radfahrweg durch das St. Wendeler Land und den Westrich am Rande des Nordpfälzer Berglandes. Er hat eine Länge von 24 km und ist mit einer schwarzen Achtelnote auf weißem Grund markiert. Er verläuft durch die Bundesländer Saarland und Rheinland-Pfalz.

## Verlauf

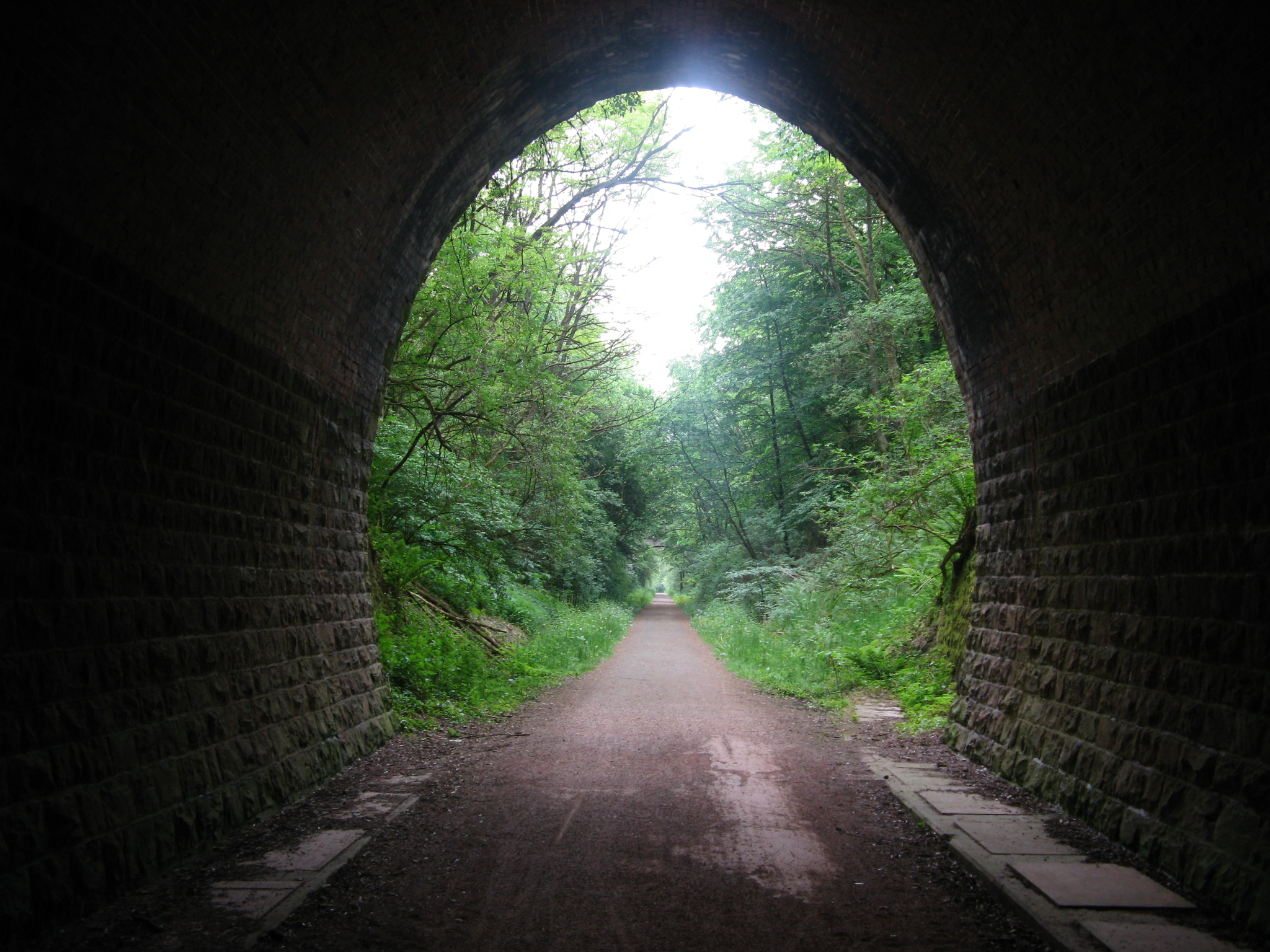
Ehemaliger Tunnel der Westrichbahn zwischen Oberkirchen und Schwarzerden

Der Weg beginnt im saarländischen Freisen am ehemaligen Bahnhof des Ortes (Füsselberg). Er führt über die Trasse der ehemaligen Bahnstrecke Türkismühle–Kusel. Zunächst passiert man die Eiserne Brücke (141 m lang, 27 m hoch) oberhalb des Johanneshofes.
Der Weg führt dann um den Weiselberg herum nach Oberkirchen, wobei er zahlreiche Ausblicke in das nördliche Saarland bietet. In Oberkirchen überquert der Wanderer/Radfahrer das Tal der Oster auf der Talbrücke Oberkirchen, einer der größten Steinbrücken Deutschlands; weiter geht es durch einen 216 m langen Tunnel (Beleuchtung schaltet sich automatisch ein) nach Schwarzerden mit seinem spätantiken Mithras-Relief.
In Schwarzerden trifft der Wanderer/Radfahrer auf die Ostertalbahn, die noch sporadisch als Touristenbahn in Betrieb ist. Am Bahnhof Schwarzerden muss die Bahntrasse kurz verlassen werden, ehe der Weg – an der Grenze zwischen Saarland und Rheinland-Pfalz – wieder der Trasse folgend Pfeffelbach, durch einen zweiten, 143 m langen Tunnel Thallichtenberg, Ruthweiler, Diedelkopf und schließlich nach insgesamt 24 km die Kreisstadt Kusel erreicht.
In Thallichtenberg besteht Gelegenheit zu einem Abstecher zur Burg Lichtenberg, einer restaurierten Anlage mit mehreren Museen, Kirche und Restaurant, und einer Routen-Variante über Oberalben, Mayweilerhof und Blaubach zurück auf den Fritz-Wunderlich-Weg.

## Sehenswertes an der Strecke
- Eiserne Brücke bei Oberkirchen (Freisen)
- Naturschutzgebiet und geologische Formation Steinernes Meer am Weiselberg
- Talbrücke Oberkirchen
- Mithräum oberhalb des Schwarzerdener Weihers
- Burg Lichtenberg
- Stadt- und Heimatmuseum Kusel mit Dokumentation über Fritz Wunderlich